# 10. Militär-Fußball-Weltmeisterschaft der Frauen
Das 10. Turnier um die Militär-Fußball-Weltmeisterschaft der Frauen wurde vom 15. bis zum 24. Juli 2011 im Rahmen der 5. Militärweltspiele im brasilianischen Rio de Janeiro ausgetragen. Es nahmen drei Mannschaften in zwei Gruppen teil. Brasilien gewann mit dem 5:0-Finalsieg über Deutschland den Titel.

## Gruppe A
| Pl. | Land       | Sp. | S | U | N | Tore    | Diff. | Punkte |
| --- | ---------- | --- | - | - | - | ------- | ----- | ------ |
| 1.  | Brasilien  | 2   | 2 | 0 | 0 | 014:100 | +13   | 06     |
| 2.  | Frankreich | 2   | 1 | 0 | 1 | 006:500 | +1    | 03     |
| 3.  | Kanada     | 2   | 0 | 0 | 2 | 001:150 | −14   | 0      |

|           |   |            |      |
| Brasilien | – | Frankreich | 4:1  |
| Kanada    | – | Frankreich | 1:5  |
| Brasilien | – | Kanada     | 10:0 |

## Gruppe B
| Pl. | Land        | Sp. | S | U | N | Tore    | Diff. | Punkte |
| --- | ----------- | --- | - | - | - | ------- | ----- | ------ |
| 1.  | Deutschland | 2   | 1 | 0 | 1 | 006:500 | +1    | 03     |
| 2.  | Niederlande | 2   | 1 | 0 | 1 | 003:300 | ±0    | 03     |
| 3.  | USA         | 2   | 1 | 0 | 1 | 003:400 | −1    | 03     |

|             |   |             |     |
| Deutschland | – | Niederlande | 2:3 |
| USA         | – | Deutschland | 2:4 |
| Niederlande | – | USA         | 0:1 |

## Halbfinale
|             |   |             |     |
| Brasilien   | – | Niederlande | 5:0 |
| Deutschland | – | Frankreich  | 4:1 |

## Spiel um Platz 3
|             |   |            |     |
| Niederlande | – | Frankreich | 2:0 |

## Finale
|           |   |             |     |
| Brasilien | – | Deutschland | 5:0 |